# Viandox
Viandox és un condiment de la indústria agroalimentària. És una salsa salada, amb extracte de carn aromatitzada. Va ser desenvolupada a partir d'un procediment inventat per Justus von Liebig. Actualment és produïda per l'empresa Unilever que la comercialitza sota la marca Knorr.
Viandox pot ser usada en la cuina de carns, arròs, pastes, o també llegums i verdures. Igual que la salsa de soja, potser consumida com a condiment de taula. Aquest condiment pot millorar també el gust de les salses com la vinagreta. Unes cullerades de cafè de Viandox diluïdes en un bol d'aigua bullent és una beguda calenta per consumir a l'instant com un brou.

## Composició

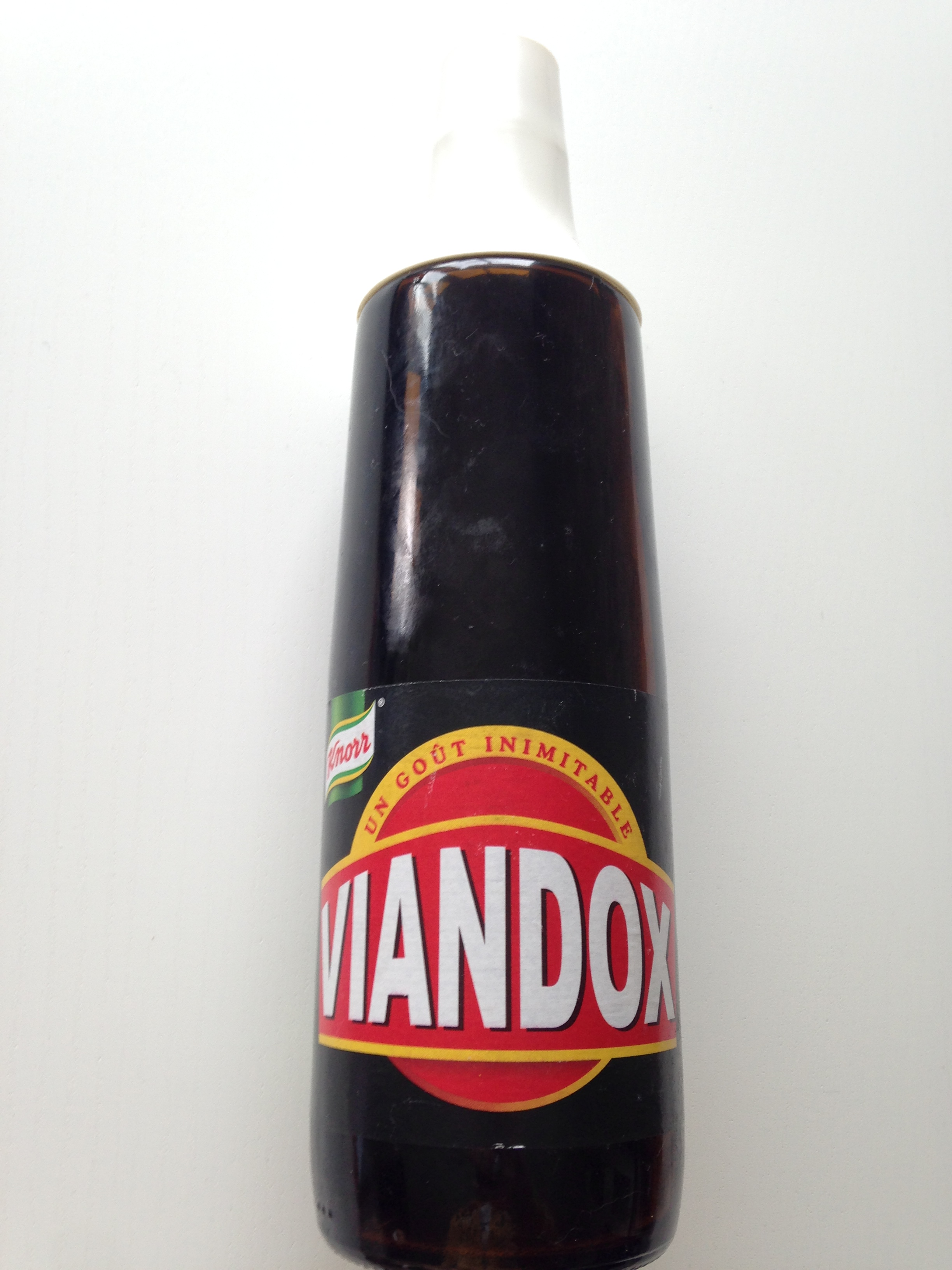
També es pot trobar a la venda Viandox en ampolles de 665ml

Viandox està composta per diversos ingredients, en ordre descendent:
- aigua
- sal
- extracte de llevat
- colorant de caramel (E150a, E150c)
- salsa de soja (ou, soja, blat, sal)
- sucre
- Potenciadors del gust: glutamat monosòdic (E635, E621), inosinat disòdic i guanilat disòdic (E627)
- acidificants: àcid cítric (E330) i àcid làctic (E270)
- extracte de carn de bou
- extracte d'espècies (fenigrec, api de muntanya)
- aromes (incloent la de l'api)
- emulgent E471

## Informació nutricional
Aportacions nutricionals cada 100 grams:
- 0.5g de greix en baixa quantitat
- 0.1g Greixos saturats en baixa quantitat
- 2.5g Sucres en baixa quantitat
- 21g Sal en alta quantitat

## Productes semblants
Viandox és comparable a altres productes semblants, o que tenen ingredients molt aproximats:
- Bouillon de Maggi, produïda per Nestlé
- Bovril d'Unilever, per la Royaume-Uni al Canadà entre d'altres
- L'OXO de Campbell's, que es troba sobretot a Bèlgica.